# Lucé (Orne)
Lucé foi uma antiga comuna francesa na região administrativa da Normandia, no departamento Orne. Estendia-se por uma área de 5,95 km². Em 2010 a comuna tinha 80 habitantes (densidade: 13,4 hab./km²).
Em 1 de janeiro de 2016, passou a formar parte da nova comuna de Juvigny Val d'Andaine.